# سهل طيني

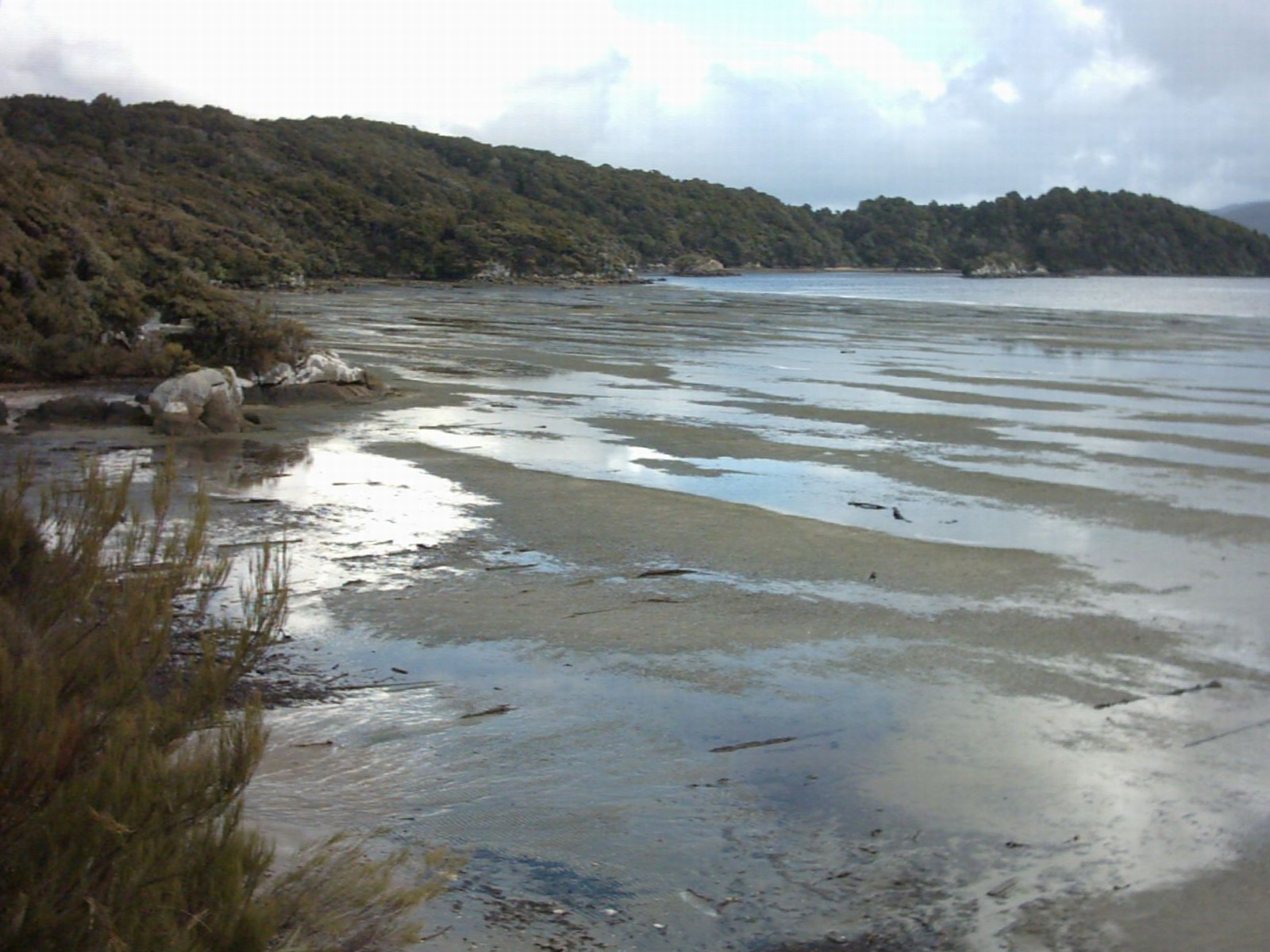
مسطحات طينية في جزيرة ستيوارت في نيوزلندا.

السهل الطيني أو البطيحة الطينية الساحلية أو المسطحات الطينية (بالإنجليزية: Mudflat)‏، هي أراضي رطبة ساحلية تتشكل عندما يتم ترسب الطين بواسطة المد والجزر أو الأنهار. توجد في مناطق محمية كالخلجان والبحيرات، ومصبات الأنهار. وهي موائل طبيعية ساحلية تتكون من الرواسب الدقيقة، وهي موطن لبعض الأنواع التي تعيش على السطح أو في الطين كالديدان والمحار وسرطان البحر وغيرها.